# 第78回ニューヨーク映画批評家協会賞
78th NYFCC Awards

2012年12月3日
作品賞: 

ゼロ・ダーク・サーティ
第78回ニューヨーク映画批評家協会賞は、2012年の映画に贈られる賞であり、2012年12月3日に発表された。

## 受賞
- 主演男優賞:
  - ダニエル・デイ＝ルイス - 『リンカーン』

- 主演女優賞:
  - レイチェル・ワイズ - 『愛情は深い海の如く』

- アニメ映画賞:
  - 『フランケンウィニー』

- 撮影賞:
  - グリーグ・フレイザー - 『ゼロ・ダーク・サーティ』

- 監督賞:
  - キャスリン・ビグロー - 『ゼロ・ダーク・サーティ』

- ノン・フィクション映画賞:
  - The Central Park Five

- 作品賞:
  - 『ゼロ・ダーク・サーティ』

- 第一回作品賞:
  - How to Survive a Plague

- 外国語映画賞:
  - 『愛、アムール』（ オーストリア/ フランス/ ドイツ）

- 脚本賞:
  - トニー・クシュナー - 『リンカーン』

- 助演男優賞:
  - マシュー・マコノヒー - 『バーニー/みんなが愛した殺人者』、『マジック・マイク』

- 助演女優賞:
  - サリー・フィールド - 『リンカーン』